# Walter Winterbottom
Sir Walter Winterbottom CBE (31. marts 1913 - 16. februar 2002) var den første manager for det engelske fodboldlandshold (1946–1962). Han var desuden aktiv som spiller i Manchester United, hvor han spillede 26 kampe. 
Han blev født i Oldham, Lancashire.